# Borda-ház (Mexikóváros)
A Borda-ház (spanyolul: Casa Borda) Mexikóváros történelmi belvárosának egyik 18. századi műemléke.

## Története
A nagyméretű palotát a gazdag Taxcói bányászvállalkozó, José de la Borda építtette a 18. században, 1735 táján felesége, Teresa Verdugo számára. Tervezője a kor egyik leghíresebb építésze, Francisco Antonio de Guerrero y Torres volt. De la Borda állítólag azért építtetett ilyen monumentális házat, hogy rivalizáljon Cortés házával. Amikor a Borda család lakott benne, belseje tele volt elegáns bútorokkal, szőnyegekkel, festményekkel, porcelánokkal és órákkal, a bejárat melletti fülkében pedig a Guadalupei Szűzanya szobra állt.
A 19. század végén az épületet öt részre osztották: egy utcasarki részre, valamint két-két részre a Madero és a Bolívar utcák mentén. Földszinti részén régóta kereskedelmi egységek működnek, az emeleteken viszont sokáig lakások voltak. Később a lakások helyét átvették a különféle, főként turizmussal kapcsolatos szolgáltatások. A 20. század elején a saroképület adott otthont a híres Vörös Szalonnak, amely Mexikóváros első mozija volt. Szintén az épületben működött az El Harem nevű fürdő, a Bolívar utcai részen a Coliseo szálloda, a Madero utcai részen pedig a posta 3. számú hivatala.
2012-ben az Alarife csoport a műemlékvédelemmel foglalkozó szervek felügyelete mellett felújította, és magas színvonalú lakásokat alakítottak ki benne.

## Leírás
A Borda-ház Mexikóváros történelmi belvárosában, Cuauhtémoc kerületben, a Madero és a Bolívar utcák sarkán áll. Bár több részre van osztva, és a részek homlokzata nem teljesen egységes kinézetű, de azért végig hasonlóak, így felismerhetők, hogy eredetileg egybe tartoztak. Legnagyobb részén kétemeletes, de a Madero utca felőli részen van egy olyan szakasza is, ahol ráépítettek még két szintet. A palota jellegzetességei a minden emeleten megtalálható vaskorlátos erkélyek és az ablakokat szegélyező, világosabb színű kőből készült keretek.